# Josep Maria Bachs
Josep Maria Bachs i Torner (Barcelona, 6 de junio de 1944 - ibídem, 16 de noviembre de 2014) fue un presentador de radio y televisión español.

## Biografía
Nació el 6 de junio de 1944 en el barrio de Gracia de Barcelona, el mismo día del desembarco de las Tropas Aliadas en Normandía. Periodista y escritor, procedía de una familia modesta; A los 13 años ingresó en la Escuela de Radio, medio en el que cosechó grandes éxitos. Fue al colegio de los Maristas. Compaginaba sus estudios con la venta de pastillas para la tos de un laboratorio farmacéutico. Cuando terminó sus estudios de Periodismo, trabajó durante un tiempo en Radio Juventud. De ahí pasó a TVE en Cataluña, donde permaneció 10 años.
«Bachs es un hombre tremendamente tímido y muy serio, tanto es así que ante las cámaras usa bigote para que no le reconozcan por la calle. Tiene un humor muy especial, muy al estilo británico, que puede recordar a los Monty Python». Así lo definió Ibáñez Serrador en la presentación de la novena etapa del "Un, dos, tres" ante la prensa.
Se casó con la también periodista Lola Cuadrado en julio de 1989 en Sitges.
En la televisión autonómica catalana TV3 adquirió gran popularidad con el programa «Filiprim» (1985-1989), en el que coincidió con Jordi Estadella, y le convirtió en un personaje entrañable para el público catalán y por el que recibió un Premio TP de Oro al mejor comunicador de TV3. En este canal autonómico también presentó «Tres i l'astròleg», «La Parada»
(1989), «Dicciopinta» (1990), «2/4 de Bachs» (1991) y «10 del 3» (1993).
Aunque su nombre sonó en la prensa en 1991 para sustituir a Mayra Gómez Kemp, no es hasta 1993 cuando es elegido por Chicho Ibáñez Serrador para sustituir a su amigo Jordi Estadella al frente de «Un, dos, tres... responda otra vez». En aquel tiempo, mantenía algunas diferencias con dos directivos de TV3 y estaba en paro. Bachs se encargó de presentar la 9.ª etapa del concurso (del 19 de noviembre de 1993 al 8 de abril de 1994), con la que Chicho quiso recuperar los orígenes del concurso «Un, dos, tres...» y para ello recurrió a elegir a un único presentador, al estilo de Kiko Ledgard.
Tras su trabajo en TVE como presentador de «Un, dos, tres...» volvió a trabajar para la televisión catalana con programas como «Si l’encerto l’endevino» (1997), que ya había sido presentado por Ximo Rovira en Canal 9 bajo el título «Si l’encerte l’endevine». Entre programa y programa se dedicó a la literatura. En 2001 publicó "Un home indefinit" (Un hombre indefinido), novela sobre la «telebasura».
En 2003, amenizó la programación de mediodía de TV3 con el concurso «A+A+».
En septiembre de 2006 se incorporó como colaborador del programa radiofónico La primera pedra, de la cadena catalana RAC 1, con la sección Senyor Bachs, què passa?.
El 20 de abril de 2008, tras cinco años alejado de la televisión, regresó a la pequeña pantalla para presentar el magacín matinal Connexió Barcelona, en el canal local Barcelona Televisió. Falleció en Barcelona el 16 de noviembre de 2014, a los 70 años de edad.